# 파라솔을 든 여인 - 모네 부인과 그 아들
양산을 든 여인 – 모네 부인과 그 아들(프랑스어: La Femme à l'ombrelle — Madame Monet et son fils), 다른 제목으로 산책(프랑스어: La Promenade)은 1875년 클로드 모네의 유화 그림이다.
1871년~1877년 모네 가족이 아르장퇴유에 머물 당시 아내 카미유 모네와 아들 장 모네가 바람이 부는 여름날 산책하는 모습을 그린 인상주의 작품이다. 현재 미국 워싱턴 D.C.의 내셔널 갤러리 오브 아트에 있다. 

## 상세
모네의 가볍고 자연스러운 붓놀림이 다채로운 색감을 만들어낸 작품으로, 모네 부인의 베일과 하얀 드레스가 바람에 흩날리는 모습을 그리고 있다. 초원의 풀이 물결치면서 파라솔 아랫면을 초록빛으로 물들고 있다. 푹신한 흰 구름이 떠 있는 푸른 하늘을 배경으로 삼고 있으며, 모네 부인에게 상향 원근감을 부여하여 아래에서 바라본 것처럼 연출되었다. 모네의 일곱 살짜리 아들 장(Jean)은 부인보다 더 먼 곳에 배치되었으며, 솟아오른 지면에 가려진 채 허리 위로만 보이도록 하여 깊이감을 만들어낸다. 전체적으로 생생한 색감을 가득 담은 활기찬 붓질로 한 순간을 간결하게 묘사하고 있는 작품이다.
이 작품은 일반적인 초상화가     아닌 일상적인 가족 풍경을 풍속화처럼 그려낸 작품이다. 또 스튜디오에서 작업한 것이 아니라 야외사생으로 몇 시간 이내에 재빠르게 그린 것이다. 그림의 크기는 100cm x 81cm으로, 1870년대에 작업한 그림 가운데서는 가장 큰 작품이다. 오른쪽 하단에는 "Claude Monet 75" ('75년 클로드 모네)라는 서명이 적혀 있다.

## 역사
1876년 4월 폴 뒤랑뤼엘 갤러리에서 열린 제2회 인상파 전시회에 출품된 모네의 작품 18점 가운데 한 점이다. 같은해 11월 모네는 본인의 작품을 정기적으로 구입해 주던 대체요법 치료사 조르주 드 벨리오(Georges de Bellio)에게 본 작품을 팔았다.
이후 벨리오의 딸 빅토린과 남편 에르네 도노프 드 몽시 (Ernest Donop de Monchy)가 이 그림을 상속받았으며, 프랑스 파리의 조르주 메니에르 (Georges Menier)의 손을 거쳐 1965년 폴 멜롱과 아내 버니 멜롱이 구입하였다. 폴 멜롱은 1983년 미국 워싱턴 D.C.의 내셔널 갤러리 오브 아트에 이 그림을 기증하였으며 지금까지 전해지고 있다.
본 작품을 완성한 지 10년 후인 1886년, 모네는 지베르니의 초원에서 파라솔을 들고 있는 두 번째 부인의 딸 쉬잔 모네를 모델로 비슷한 느낌의 그림을 두 점 더 그렸다. 이 두 작품은 현재 프랑스 파리의 오르세 미술관에 소장되어 있다. 한편 1876년 전시회 당시 이 그림을 보고 영감을 얻은 화가 존 싱어 사전트도 1889년 《플래드베리의 파라솔을 쓴 두 소녀》 (Two Girls with Parasols at Fladbury)라는 그림을 그렸다.

## 평가
파라솔을 든 여인은 모네의 대표작이자 걸작으로 평가받는 동시에 인상주의 사조를 대표하는 작품으로도 널리 알려져 있다. 메리 매튜 기도 (Mary Mathews Gedo)는 모네의 연대기에서 이 작품은 뛰어난 완성도를 지녔으며 강력한 영향력을 지녔다고 평가한다. 아트카이브 닷컴 (artchive.com)에서는 "한 순간에 찍힌 장면의 느낌을 고스란히 전달하는 데 있어 놀라운 성취를 거둔 걸작"이라 소개하고 있으며, 메리 톰킨스 루이스 (Mary Tompkins Lewis)는 인상주의 관련 저서를 통해 그 시절 "모네의 가장 크고 가장 뛰어난 작품"이며 잊을 수 없으면서도 많은 생각을 들게 한다고 평했다.

## 다른 그림
- 클로드 모네, 《파라솔을 들고 왼쪽을 보는 여인》 (1886년)
- 클로드 모네, 《파라솔을 들고 왼쪽을 보는 여인》을 위한 스케치 (1886년)
- 클로드 모네, 《파라솔을 들고 오른쪽을 보는 여인》 (1886년)
- 존 싱어 사전트, 《플래드베리의 파라솔 파라솔을 든 여인》 (1889년)

## 같이 보기
- 클로드 모네의 작품 목록